# Vert-Toulon

Vert-Toulon este o comună în departamentul Marne, Franța. În 2009 avea o populație de 302 de locuitori.